# Isaiah Buggs
Isaiah Dwayne Buggs (Ruston, 24 agosto 1996) è un giocatore di football americano statunitense che milita nel ruolo di defensive tackle nella National Football League (NFL) e che è free agent.

## Carriera

### Pittsburgh Steelers
Buggs fu scelto nel corso del sesto giro (192º assoluto) del Draft NFL 2019 dai Pittsburgh Steelers. Debuttò come professionista subentrando nella settimana 8 contro i Miami Dolphins senza fare registrare alcuna statistica. La sua stagione da rookie si chiuse con 3 tackle in 9 presenze, nessuna delle quali come titolare.
Fu svincolato l'8 gennaio 2022.

### Las Vegas Raiders
L'11 gennaio 2022 Buggs firmò per la squadra di allenamento dei Las Vegas Raiders.

### Detroit Lions
Il 22 luglio 2022 Buggs firmò con i Detroit Lions. Nel 2022 giocò tutte le 17 gare della stagione regolare, di cui 13 da titolare, facendo registrare complessivamente 46 tackle, due passaggi deviati e un fumble forzato.
Il 13 marzo 2023 Buggs firmò un'estensione contrattuale biennale con i Lions da 6 milioni di dollari. Nella stagione 2023 fece 10 presenze, di cui 3 da titolare, con 12 tackle, un sack e un passaggio deviato. Il 2 gennaio 2024 fu svincolato.

### Kansas City Chiefs
Il 4 gennaio 2024 Buggs firmò con la squadra di allenamento dei Kansas City Chiefs. Buggs vinse il suo primo Super Bowl con i Chiefs che sconfissero i San Francisco 49ers 25–22 nel Super Bowl LVIII. Il 14 febbraio 2024 Buggs firmò con i Chiefs da riserva/contratto futuro.
Il 24 giugno 2024, a seguito del suo arresto per violenza domestica, Buggs fu svincolato dai Chiefs.

## Palmarès
- Super Bowl : 1

Kansas City Chiefs: LVIII
- National Football Conference Championship: 1

Kansas City Chiefs: 2023

## Vita privata
Il 30 maggio 2024 Buggs fu accusato dalla polizia di Tuscaloosa in Alabama di crudeltà sugli animali dopo che furono rinvenuti e sequestrati due cani malnutitri e abbandonati in una sua proprietà in affitto.
Pochi giorni dopo, il 16 giugno 2024, Buggs fu arrestato dalla polizia di Tuscaloosa con l'accusa di violenza domestica e furto con scasso, quindi rilasciato dietro il pagamento di una cauzione di 5.000 dollari.